# Campionat Europeu de Salts de 2015 – 10 metres plataforma sincronitzat femení
La prova de 10 metres plataforma sincronitzat femení del Campionat Europeu de Salts de 2015 es va disputar a Rostock el dia 11 de juny.

## Resultats
*   Finalista
| # | Saltador                                 | País       | Preliminar | Preliminar | Final     | Final   |
| # | Saltador                                 | País       | Puntuació  | Posició    | Puntuació | Posició |
| - | ---------------------------------------- | ---------- | ---------- | ---------- | --------- | ------- |
| 1 | Julija Timoschinina Jekaterina Petuchowa | Rússia     | 295,89     | 2          | 319,20    | 1       |
| 2 | Georgia Ward Robyn Birch                 | Regne Unit | 295,98     | 1          | 310,74    | 2       |
| 3 | Villo Kormos Zsófia Reisinger            | Hongria    | 268,56     | 3          | 291,72    | 3       |
| 4 | My Phan Maria Kurjo                      | Alemanya   | 266,10     | 5          | 290,13    | 4       |
| 5 | Ganna Krasnoschlyk Wlada Tazenko         | Ucraïna    | 266,67     | 4          | 281,16    | 5       |